# Er Monnezza
(Er Monnezza in Il trucido e lo sbirro)
Er Monnezza, soprannome di Sergio Marazzi (o Maraschi), è un personaggio di fantasia creato dallo sceneggiatore Dardano Sacchetti e dal regista Umberto Lenzi. Interpretato dall'attore Tomas Milian, è il protagonista dei film Il trucido e lo sbirro, diretto da Umberto Lenzi nel 1976, La banda del trucido diretto da Stelvio Massi e La banda del gobbo, diretto da Umberto Lenzi nel 1977.

## Il personaggio
"Er Monnezza" nasce, nel 1976, con il film poliziottesco, Il trucido e lo sbirro, per proseguire con altre due pellicole: La banda del trucido, e La banda del gobbo, entrambe del 1977.
Con Nico Giraldi, detto "Nico er Pirata", è uno dei due personaggi che hanno reso noto in Italia Tomas Milian, anche grazie all'inconfondibile voce prestatagli da Ferruccio Amendola. Sebbene il personaggio di "Er Monnezza" sia sovente confuso con "Nico Giraldi", protagonista della serie diretta da Bruno Corbucci, i due, nonostante le somiglianze del look e il fatto che sia lo stesso Milian a interpretarli ed Amendola a doppiarli, fanno parte di due serie diverse: sul versante del poliziottesco drammatico quella di "Er Monnezza", su quello del poliziottesco comico quella di "Nico Giraldi".
Nel film Uno contro l'altro, praticamente amici (1981), lo stesso Milian interpreta un personaggio simile nel look a quello interpretato nei film del Monnezza, chiamato anch'esso "Er Monnezza". Personaggi simili compaiono inoltre in Il figlio dello sceicco (1977), Il lupo e l'agnello (1980) e in Manolesta (1981).
Per creare il personaggio, Tomas Milian si è ispirato a Quinto Gambi, romano nato nel 1939, un suo amico "pesciarolo" (la sua famiglia aveva un banco di pesce al mercato Trionfale) di Tor Marancia, che aveva conosciuto al Piper e gli insegnerà tutti i gesti del borgataro romano, e inoltre vista la forte somiglianza sarà la sua controfigura ufficiale nelle scene d'azione in circa venti film. Quinto Gambi, detto "Er Patata", è morto il 14 novembre 2017 a Roma, e dopo i funerali nella chiesa di Nostra Signora di Lourdes è stato sepolto al cimitero Flaminio di Prima Porta a Roma.
Ad alimentare sincretismi anche il film del 2005 Il ritorno del Monnezza, interpretato da Claudio Amendola in omaggio a entrambi i personaggi di Tomas Milian doppiati da suo padre Ferruccio Amendola. In questo film Claudio Amendola interpreta il ruolo di Rocky Giraldi, poliziotto soprannominato "Er Monnezza" e figlio di Nico Giraldi.

### Biografia
Er Monnezza è il soprannome di Sergio Marazzi (ma in La banda del trucido si chiama Sergio Maraschi). Nel film La banda del gobbo impersona un meccanico ladruncolo figlio di un ladro e di una prostituta, e ha un fratello, più pericoloso e spietato di lui, di nome Vincenzo, soprannominato "il Gobbo", personaggio sempre interpretato da Tomas Milian, che però è senza la barba e con una gobba sulla schiena. Anche il Gobbo viene doppiato da Ferruccio Amendola.
In La banda del trucido, il film che fa emergere di più le caratteristiche del personaggio, Er Monnezza gestisce un ristorante ("La pernacchia") assieme alla moglie, e tiene una sorta di scuola per aspiranti ladri, intitolata F.I.G.A. (Federazione Italiana Gratta Antiviolenza).

### Caratteristiche
Tifoso della Roma, Er Monnezza si distingue soprattutto per il linguaggio vernacolare romanesco pieno di turpiloquio. Il suo look consiste in una tuta da meccanico, semplici scarpe bianche Adidas, capelli ricci, barba folta e un po' di trucco sugli occhi.

## Famiglia
In La banda del trucido è presente la famiglia del Monnezza: la moglie Maria, aspirante attrice di un film di serie B intitolato "Torna a casa Spermula", e il figlio, chiamato affettuosamente "Er Monnezzino".
In Il trucido e lo sbirro è presente un fratello del Monnezza, che lavora nel reparto controllo di una latteria.
In La banda del gobbo, protagonista del film è Vincenzo Marazzi, detto "il Gobbo", fratello gemello del Monnezza.

## Le avventure
In Il trucido e lo sbirro Er Monnezza aiuta un poliziotto a salvare una bambina gravemente malata, rapita da una banda di criminali.

In La banda del trucido collabora nuovamente con la polizia, per catturare un pericoloso malvivente.

In La banda del gobbo Er Monnezza è messo un po' da parte, a favore del fratello "il Gobbo", che lo maltratta. Er Monnezza in questa sua ennesima avventura architetta con il fratello una feroce vendetta, ai danni dei suoi ex soci.